# Horning (Norfolk)
Pour les articles homonymes, voir Horning.
Horning est un village et une paroisse civile du Norfolk, en Angleterre.